# 臺南市私立城光國民中學
臺南市私立城光國民中學，簡稱「私立城光中學」是曾位於臺南市仁德區靠近東區處的私立國民中學，為臺灣少數僅收國中部學生的私立中學。1963年由臺南城氏家族的城偉峻創辦，2017年6月停招；2023年向臺南市政府教育局申請變更為社會福利財團法人，預計利用部分校舍改為多機能日照中心（含失智日間照顧）、居家服務等兩項服務的社會福利機構。
城光中學全盛時期有18個班級，有許多知名校友包括前屏東縣長潘孟安、前立委李俊毅等人，以及許多校長、醫師。

## 歷屆校長
- 劉篤信

- 陳英傑（民國９２～９３年 台南師院借調 ）

- 第五十二屆校長 鄭銘城

## 外部連結
- 臺南市私立城光國民中學